# サンプソン (馬)
サンプソン（Sampson、1846年生まれ）は、記録が残る中では史上最も大きな（体高が高い）馬である。イギリスのベッドフォードシャー州、Toddington Millsで生まれ、Mr Thomas Cleaverによって所有されていたシャイヤー種の去勢馬。4歳の時に体重3,360lb（1524 kg）、体高21.25ハンド（約216 cm）を記録し、その大きさからマンモス（Mammoth）と改名されたほど。シャイヤー種は重種の中でも大型ではあるが、サンプソンはその平均を30 cm以上上回っている。